# Amécourt
 Amécourt  es una población y comuna francesa, en la región de Alta Normandía, departamento de Eure, en el distrito de Les Andelys y cantón de Gisors.

## Demografía
| 137 | 105 | 87 | 111 | 106 | 145 |
| Para los censos de 1962 a 1999 la población legal corresponde a la población sin duplicidades (Fuente: INSEE [Consultar]) |     |    |     |     |     |